# Jean-Louis Germain
Jean-Louis Germain est un peintre français né le 28 octobre 1934 à Alger et mort le 30 juin 2023 à Agen,. 

## Formation
Étudiant à Stanford, en Californie (B.A. en 1957, MBA en 1959), dans la première moitié des années 1950, il y subit l’influence d’artistes tels que Richard Diebenkorn et y acquiert, parmi les premiers entre les peintres français, une bonne connaissance de l’art contemporain américain, entre École de San Francisco et abstraction lyrique, qui lui sera précieuse après son retour en France et son service militaire en Algérie. 
Proche un moment du groupe Supports/Surfaces (en particulier de Jean-Pierre Pincemin) et des avant-gardes parisiennes, mais se partageant assez tôt entre la campagne française et le Maroc, il évoluera vers un art croisant l’abstraction la plus austère et la figuration, unis par une matière semblable et chez lui capitale.

## Expositions
Jean-Louis Germain a fait l’objet de nombreuses expositions individuelles :
- 1964 : Galerie Riquelme — Paris
- 1966 : Moderne Nordisk Knost — Göteborg
- 1967 : Galerie Jacques Massol
- 1971 : Galerie Saint Gilles
- 1976 : Galerie Lucien Durand — Paris
- 1978 : Galerie Lucien Durand — Paris
- 1986 : Hôtel de Ville de Souillac
- 2003 : Galerie Étienne de Cauzans — Paris

Expositions collectives : 
- 1967 : Biennale de Paris
- 1967 : Musée Galliera (Sélection des Critiques)
- 1967 : Musée d'Antibes
- 1967 : Galerie Riquelme — Paris
- 1966 : Maison de la Culture — Le Havre
- 1966 : Galerie Anderson-Meyer — Paris
- 1965 : Salon des Réalités Nouvelles — Paris
- 1965 : Galerie Lutèce — Paris
- 1965 : Galerie L'Atelier — Toulouse
- 1964 : Musée des Augustins — Toulouse
- 1963 : Galerie Riquelme — Paris
- 1963 : Biennale de Paris, 2001 — Galerie Jean-Gabriel Mitterrand
- 1976 : Galerie Palluel — Paris
- 1976 : Galerie Germain — Paris
- 1976 : Musée d'Oslo
- 1970 : Musée Galliera
- 1968 : Art Français Contemporain (itinérante, Tchécoslovaquie)

## Œuvres choisies
- 1971-1990 Série des Fenêtres
- 1976 Port (diptyque)
- 1979 Paysage
- 1989-2002 Série des Plages
- 1993 Quatre nageurs
- 1996 Le Lit
- 2002 Boxeur
- 2010-en continu Série des Traces